# Нестле, Эберхард
Христо́ф Эберха́рд Нестле́ (нем. Eberhard Nestle; 1851—1913) — немецкий протестантский богослов, лингвист и педагог.

## Биография
Христоф Эберхард Нестле родился 1 мая 1851 года в городе Штутгарте в семье судебного служащего. Получил образование в богословской семинарии после которой поступил в Тюбингенский университет, где с 1869 по 1874 год изучал языки востока.
Во время франко-прусской войны 1870–1871 гг. Нестле прервал обучение и ушёл добровольцем на фронт, где служил в военно-полевом госпитале. Вернувшись с войны продолжил учёбу и через три года успешно защитил докторскую диссертацию посвященную сравнению еврейских и греческих текстов «Книги пророка Иезекииля».
По окончании университета Христоф Эберхард Нестле служил пастором в городе Лондоне, и одновременно с этим изучал сирийскую палеографию в историко-археологическом музее Британской империи в Блумсбери.

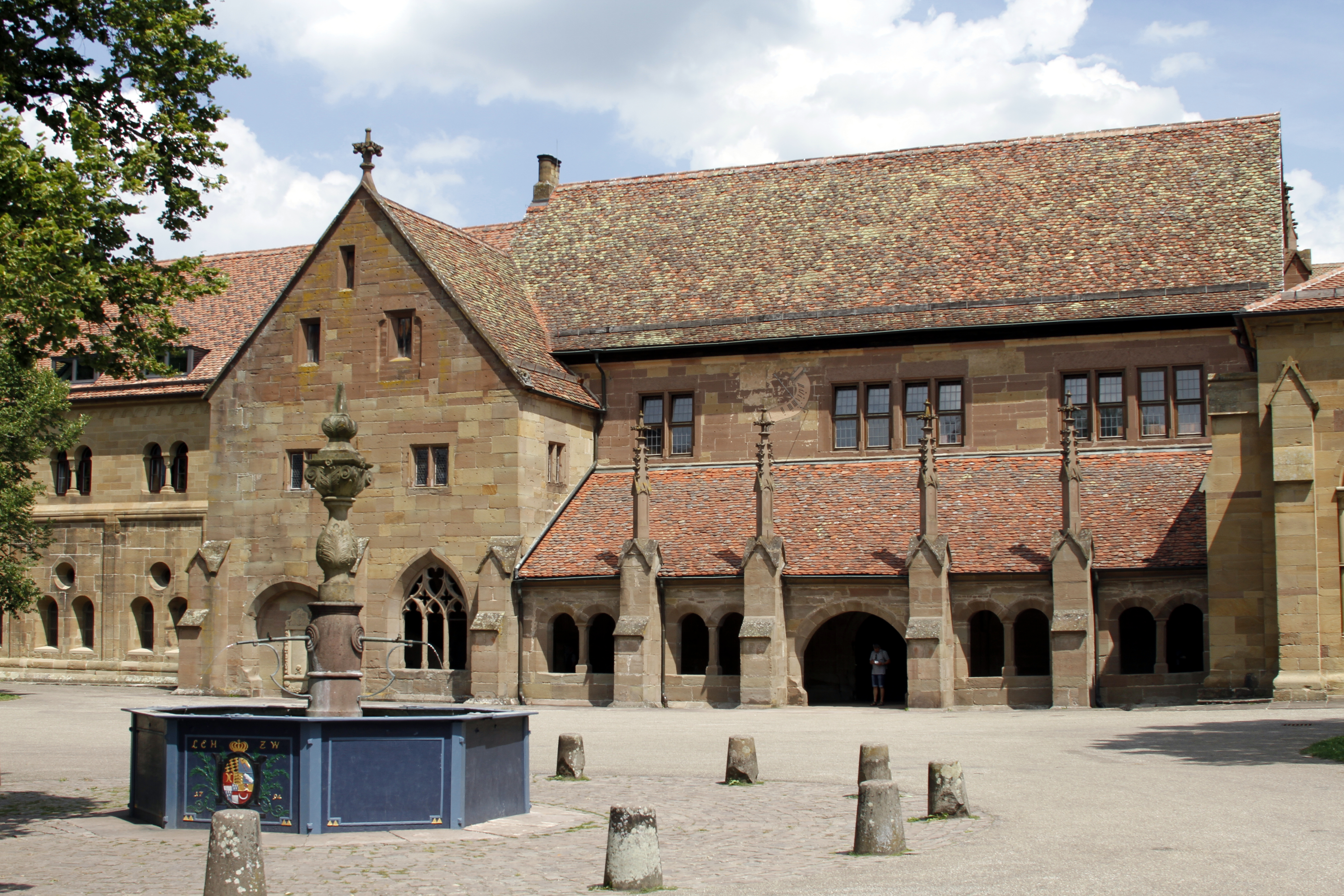
Evangelische Seminare Maulbronn und Blaubeuren

С 1877 по 1880 год Х. Э. Нестле преподавал семитские языки и Ветхий Завет в альма-матер, а с 1883 года стал учителем в гимназии в городе Ульм.
В 1898 году стал профессором, а незадолго до смерти и директором евангелической семинарии в Баден-Вюртемберге.
Среди наиболее известных трудов Нестле: «D. israelitischen Eigennamen» (1876); «Conradi Pellicani de modo legendi Hebr.» (1877); «Psalterium Tetraglottum» (1879); 6 и 7 издание Септуагинты Тишендорфа (1890, 1897); «Septuaginta-Studien» (I—V, 1896—97, 1899, 1903, 1907); «Bibelübersetzungen» — обширная монография о греческих, латинских, самаританских, арабских, персидских, сирийских, еврейских, арамейских, немецких и голландских версиях Священного Писания (в PRE., III, 1—179).
Христоф Эберхард Нестле умер 9 марта 1913 года в родном городе.
Был женат на Кларе Коммерел (1852–1887); их сын Эрвин (1883—1972) продолжил дело отца и тоже стал протестантским библеистом. Благодаря ему были опубликованы ряд трудов отца, которые тот не успел подготовить к публикации при жизни.
После смерти первой супруги, он вступил в брак во второй раз; его избранница — Элизабет Айхеле (1867-1944) родила ему еще одного сына и пять дочерей.